# Remanenz (Automatisierungstechnik)
In der Automatisierungstechnik bezeichnet Remanenz die Eigenschaft von Operanden, ihren Wert bei Spannungsausfall zu erhalten.
Nichtremanente Operanden verlieren nach dem Spannungsausfall ihren Speicherinhalt.
Bei älteren SPS wird der Speicherbereich mit den Remanenten Daten mit einer Pufferbatterie bei Netzausfall weiter versorgt. In aktuellen SPS werden die Remanenten Daten in einen Flash-Speicher abgelegt, bei Netzausfall wird der Prozessor durch einen Kondensator für kurze Zeit weiter versorgt und schreibt die Daten in den Flash-Speicher. Die Größe des Remanenten Speichers unterscheidet sich je nach der verwendeten Steuerung. Der Programmierer muss von Fall zu Fall entscheiden, ob die so gesicherte Information für das Wiederanfahren der Anlage nach einem Neustart hilfreich ist. In besonderen Fällen sind auch unerwünschte Folgen möglich.
Bei den meisten SPS lässt sich Remanenz für Zähler, Zeiten, Merker und Datenbausteine einstellen.
Remanente Merker werden auch als Haftmerker bezeichnet.

## Verwandte Themen
- Speicherprogrammierbare Steuerung – Gerät, das zur Steuerung oder Regelung einer Maschine oder Anlage eingesetzt wird
- Automatisierungstechnik – fachübergreifendes Teilgebiet der Technik und eine Ingenieurwissenschaft, die alle Maßnahmen behandelt, Maschinen oder Anlagen zu automatisieren